# Johann Strote
Johann Strote († 1350) war Weihbischof in Köln.
Über Johannes Strote ist lediglich bekannt, dass er dem Orden der Dominikaner angehörte, am 5. März 1327 von Papst Johannes XXII. zum Titularbischof von Scopiensis und Weihbischof in Köln ernannt wurde und 1350 starb.